# 야스민 아크람
야스민 아크람(Yasmine Akram, 1982년 3월 11일 ~ )은 아일랜드의 배우이다.